# 율희 (전한)
율희(栗姬, ? ~ ?)는 중국 전한 경제의 후궁이다. 제나라 출신으로, 경제의 장자 임강민왕 유영을 낳았으나, 권력 암투 끝에 몰락했다.

## 생애
경제의 황후는 원래 박태후의 일족 박황후였으나, 그는 경제의 사랑을 받지도 못하고 아들을 낳지도 못하니, 율희가 경제에게 장자 유영을 낳아주었으므로 경제 4년 여름(기원전 153년)에 유영은 태자가 됐고 경제 6년(기원전 151년) 박황후가 쫓겨났다. 그러나 황후가 되지는 못했다.
경제의 누나 유표는 경제에게 수많은 미녀를 보내 그들이 경제의 총애를 받게 했으므로, 유표를 미워했고 그에게 분노했다. 그런데 유표가 자기 딸을 태자의 비로 삼으려 하니 이를 거절했다. 그러자 유표는 자기 딸을 후궁 왕지(효경왕황후)의 아들 유철에게 시집보내려 핬고, 왕씨는 이를 받아들였다. 유표는 박황후가 쫓겨난 후 경제에게 율희의 단점을 참언해 그가 다른 후궁들의 뒤에서 침을 뱉게 하고 저주를 한다고 했다. 이 때문에 경제의 원망을 샀다. 또 경제가 몸이 불편해, 자신에게 다른 여자가 낳아준 아들들도 잘 대해 주라 하자, 분노하여 수락하지 않고 험한 말을 했다. 경제는 화를 냈으나 참고 말하지 않았다. 이에 유표는 왕지와 짜고 유철을 태자로 세우기로 하고, 경제에게 왕지를 칭찬했다. 그리고 왕지는 몰래 대신으로 하여금 율희를 황후로 올리자고 말하게 했다. 그래서 전객이 경제에게 황태자의 어머니인 율희를 존귀하게 해야 한다고 하자, 경제는 즉시 전객을 주살하고 유영을 태자에서 폐했다. 경제 7년 겨울(기원전 151년), 유영은 태자에서 쫓겨나 임강왕이 됐고, 율희는 원망했으나 알현하지 못하고 근심 중에 죽었다.
셋째아들 임강애왕은 일찍 죽었고, 맏아들 임강민왕도 폐태자된 후 경제의 핍박으로 자결했으니 둘 다 자식이 없었고, 율희의 친정도 경제 중2년(기원전 148년) 경제의 부림을 받은 질도에게 주살됐다. 다만 둘째아들 하간헌왕의 집안만은 번성하여 전한 멸망까지 왕가를 이어나갔다.

## 가계
- 경제 = 율희
  - 임강민왕 유영
  - 하간헌왕 유덕
  - 임강애왕 유알우

## 출전
- 사마천: 《사기》 외척세가
- 반고: 《한서》 외척전 상